# Frank Morley
Frank Morley (Woodbridge, 9 settembre 1860 – Baltimora, 17 ottobre 1937) è stato un matematico britannico naturalizzato statunitense.
È noto soprattutto per le sue ricerche nel campo dell'algebra e della geometria. Si deve a questo matematico la scoperta e la dimostrazione di un celebre teorema di geometria piana elementare riguardante la trisezione degli angoli di un triangolo, detto teorema di Morley.

## Biografia

Il teorema di Morley afferma che se ogni angolo del triangolo viene diviso in tre parti uguali da due trisettrici, allora il triangolo in viola è un triangolo equilatero.

Morley nacque nella città di Woodbridge nel Suffolk, Inghilterra. I suoi genitori,  Elizabeth Muskett e Joseph Roberts Morley, erano quaccheri e possedevano un negozio di articoli cinesi.

Dopo aver frequentato la Woodbridge School, Morley conseguì la sua laurea in scienze all'Università di Cambridge e si trasferì in Pennsylvania nel 1887. Insegnò quindi all'Haverford College fino al 1900, quando diventò presidente del dipartimento di matematica della Johns Hopkins University.

Le sue pubblicazioni comprendono il Trattato elementare sulla teoria delle funzioni (1893) e la Introduzione alla teoria delle funzioni analitiche (1898), entrambi scritti assieme a James Harkness. Morley fu presidente della American Mathematical Society dal 1919 al 1920 e fu il direttore dell'American Journal of Mathematics dal 1900 al 1921.
Egli fu anche un grande giocatore di scacchi: una volta sconfisse un collega matematico, nonché allora campione del mondo di scacchi, Emanuel Lasker.
Morì a Baltimora, nel Maryland.
I suoi figli Christopher Morley e Felix Morley, vincitore del premio Pulitzer, sono scrittori, mentre un terzo, Frank Vigor Morley, è un matematico.